# 芬兰官方榜单
芬兰官方榜单（芬蘭語：Suomen virallinen lista）是芬蘭的國際音樂榜單，由國際唱片業協會芬蘭分會建立。榜單是由芬蘭語和瑞典語命名。

## 外部連結
- 官方網站 （页面存档备份，存于）